# Bryn Gwyn

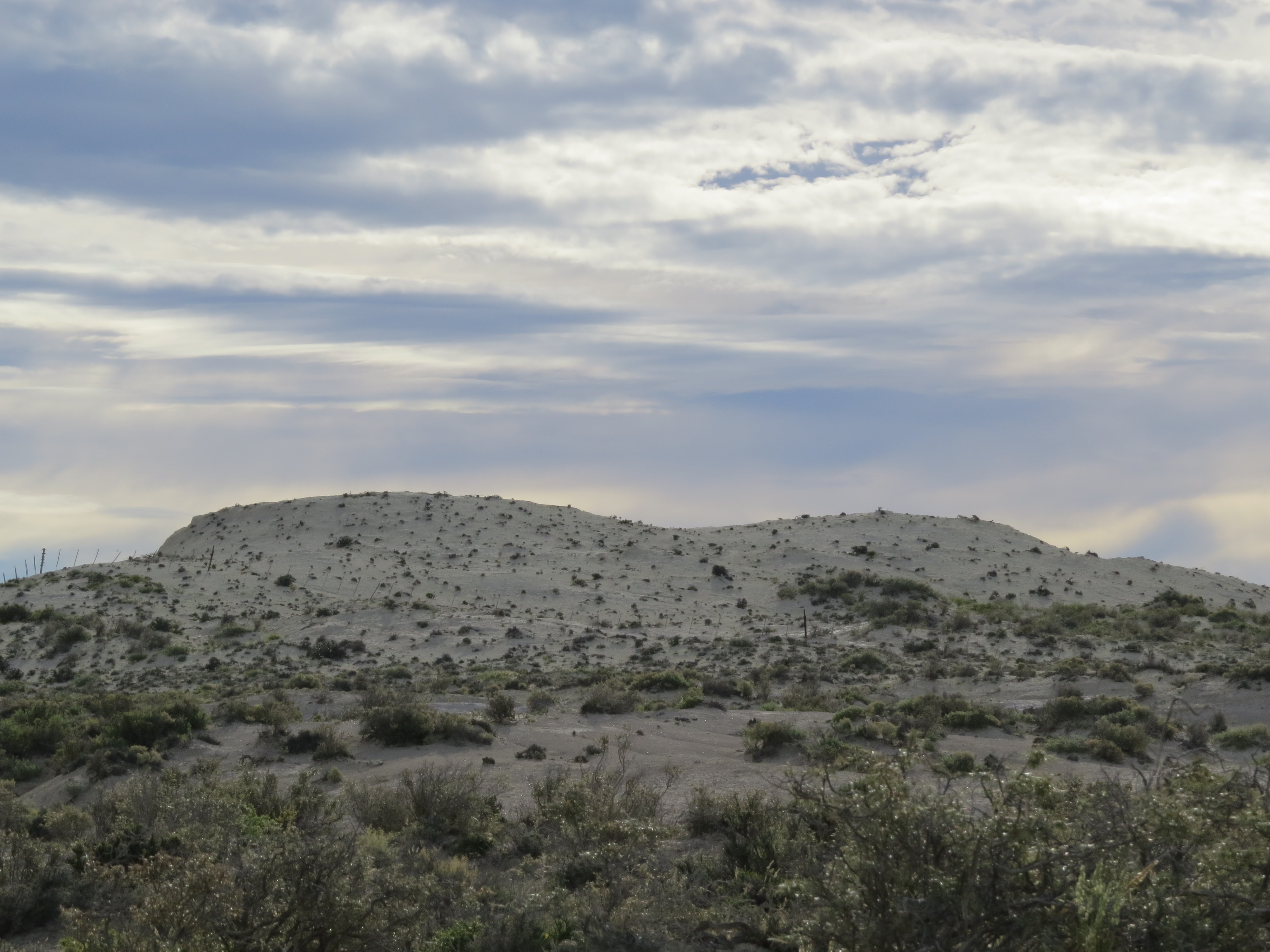
La Loma Blanca propiamente dicha.

Bryn Gwyn (en galés «Loma Blanca») es una zona rural del Valle inferior del río Chubut situada al sur de Gaiman en la provincia del Chubut.
Es atravesada por la Ruta Provincial 7 y en centro del área cuenta con un caserío en el que se encuentran una escuela primaria, una escuela secundaria y la capilla galesa de Seion declarada patrimonio histórico nacional. Ya sobre la barda que marca el límite sur del valle está el Parque Paleontológico Bryn Gwyn.
La Escuela Agrotécnica N.º 733 funciona en la zona desde 1989 y sus alumnos realizan prácticas en la chacra donde está ubicada.

## Galería

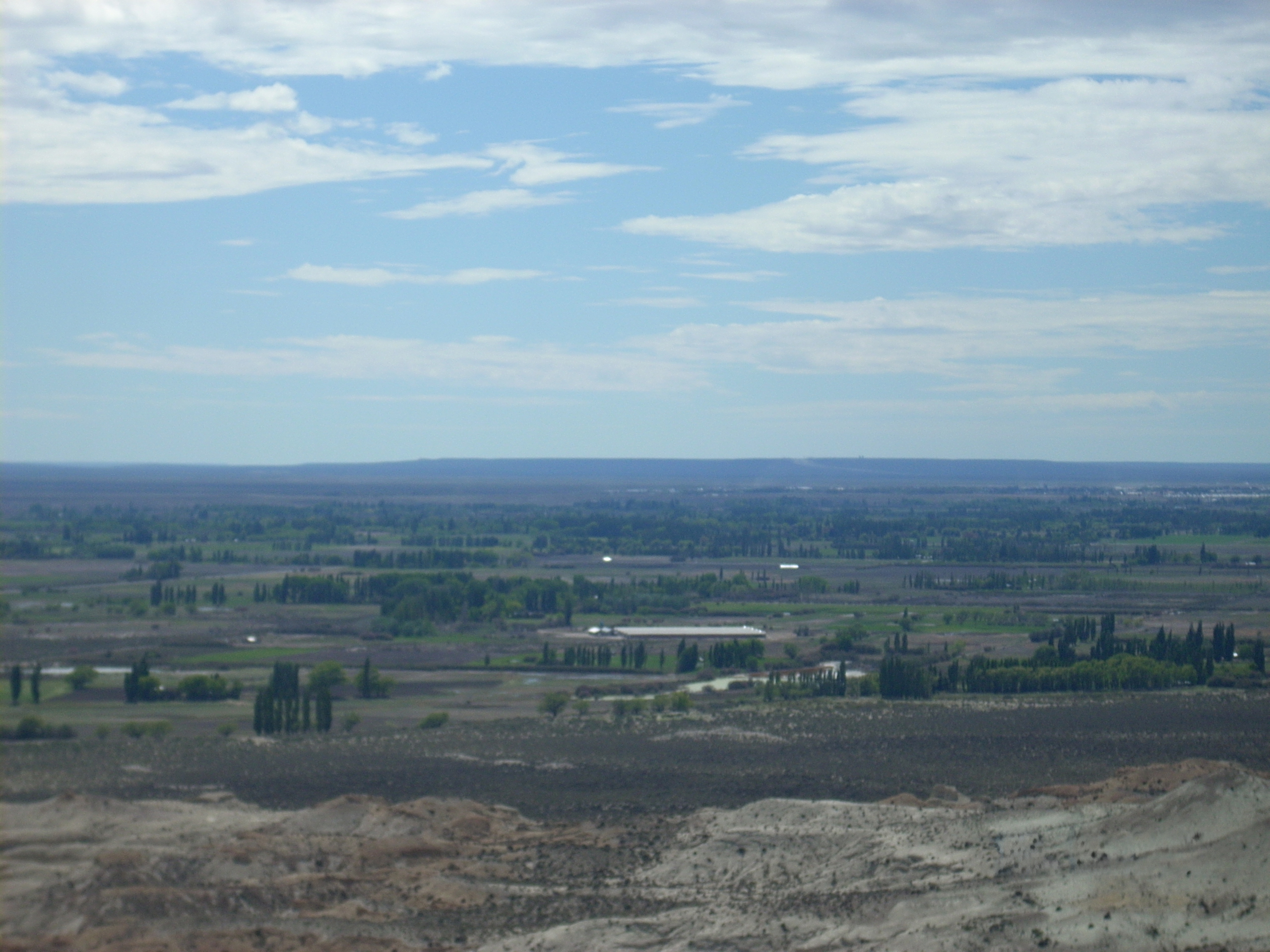
La zona rural desde el Parque Paleontológico.
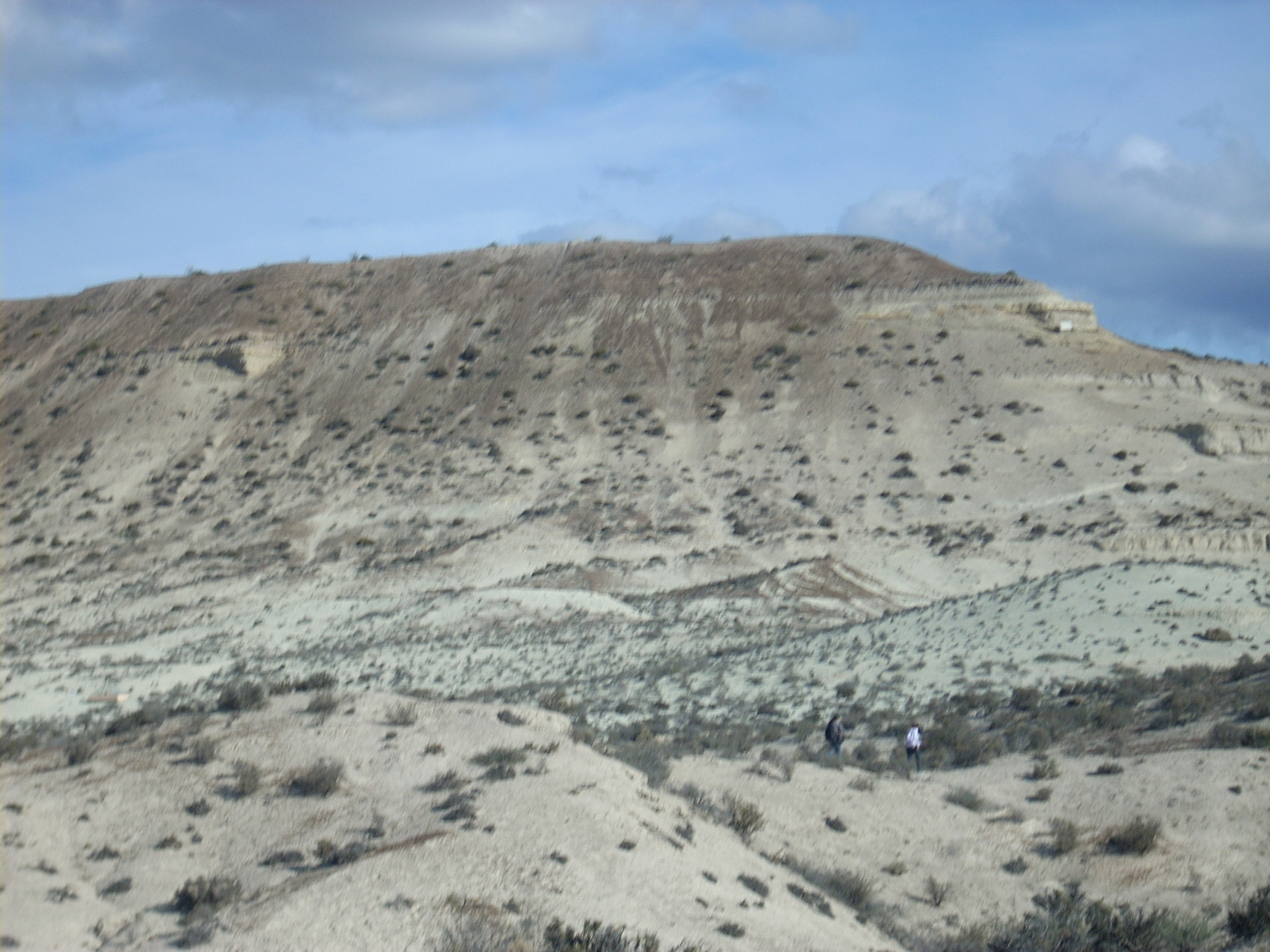
Vista del Parque Paleontológico.
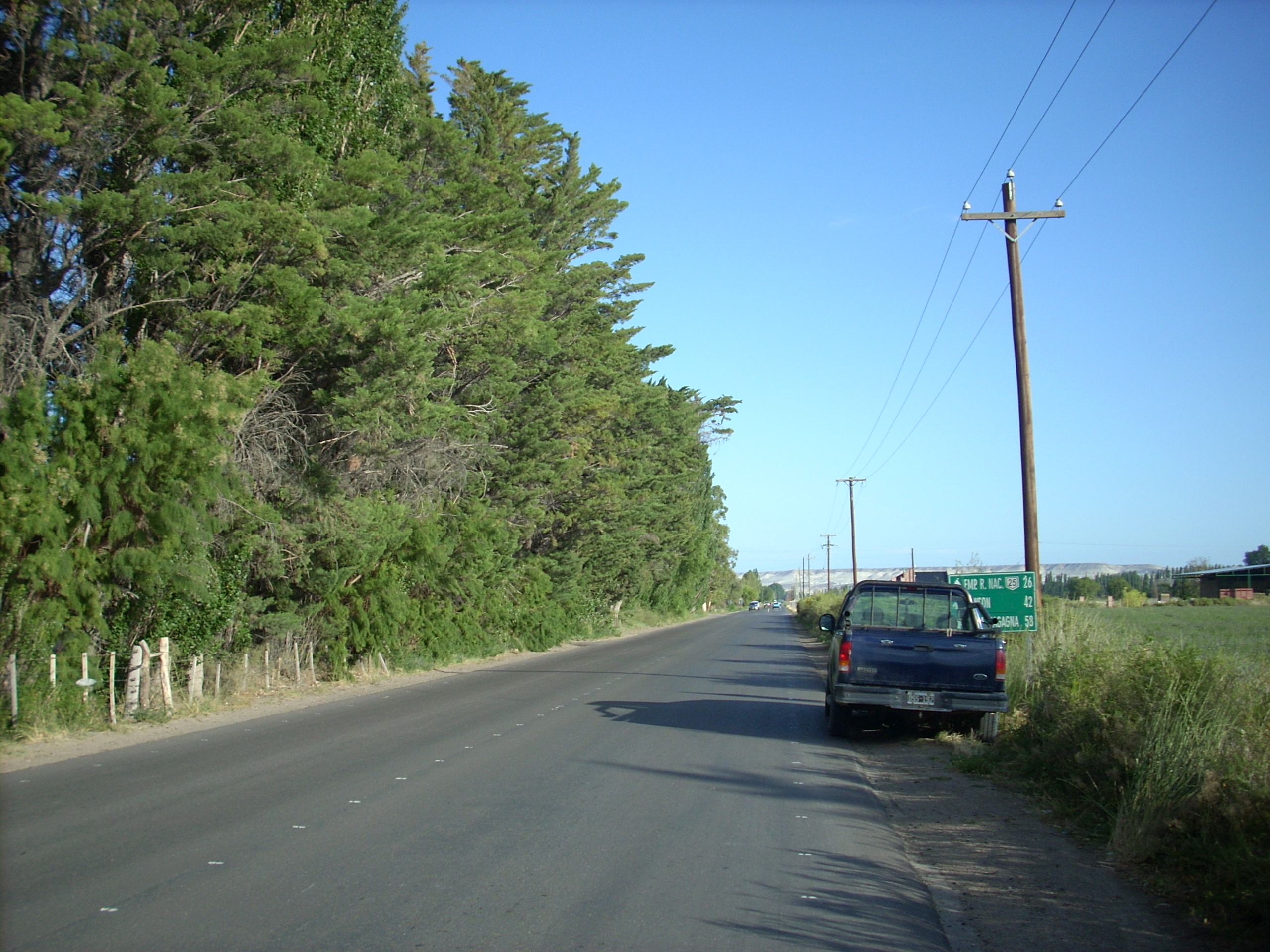
Vista de la zona rural.
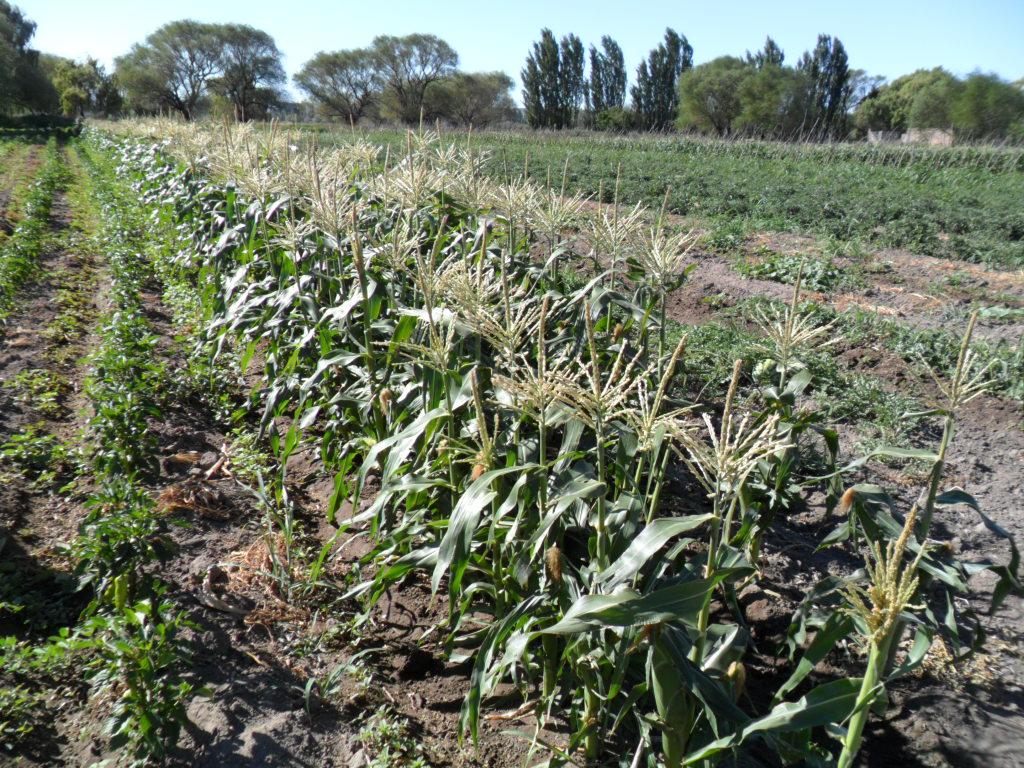
Plantación de verduras.
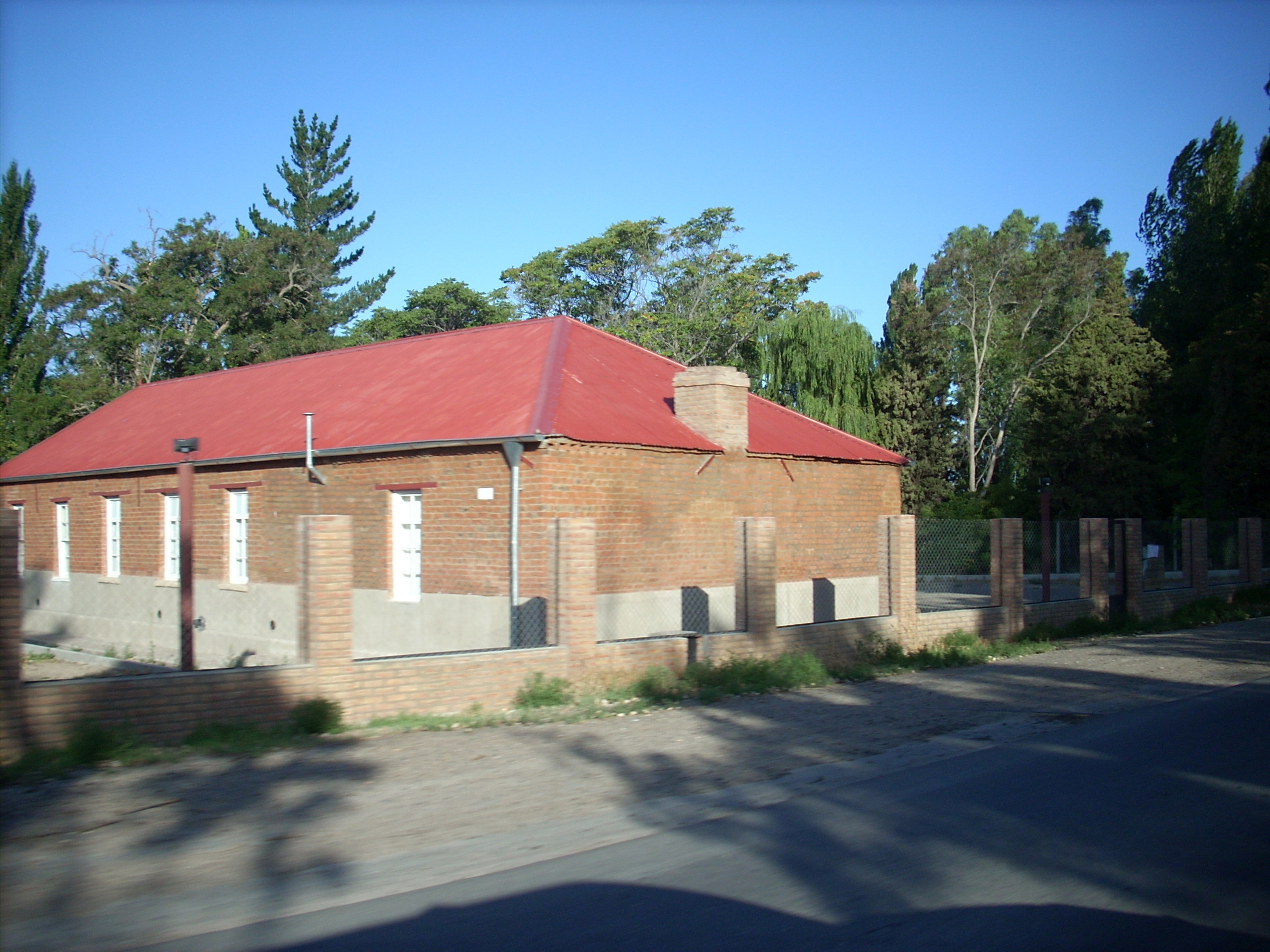
Capilla Seion.
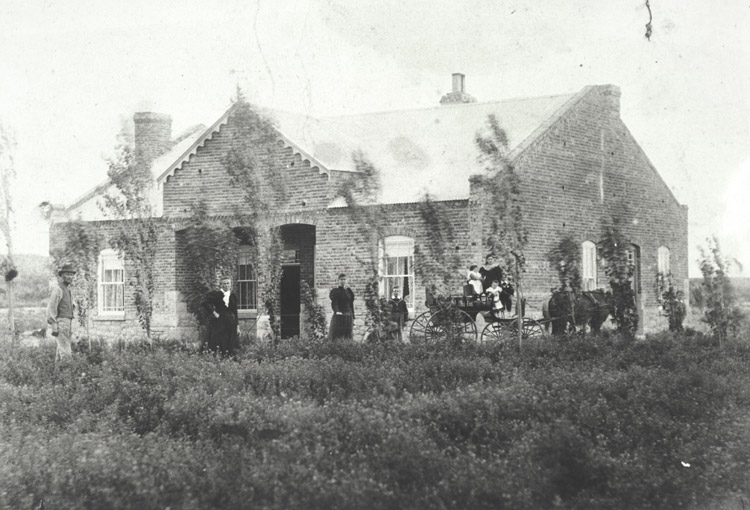
Vivienda de colonos galeses a principios del siglo XX.
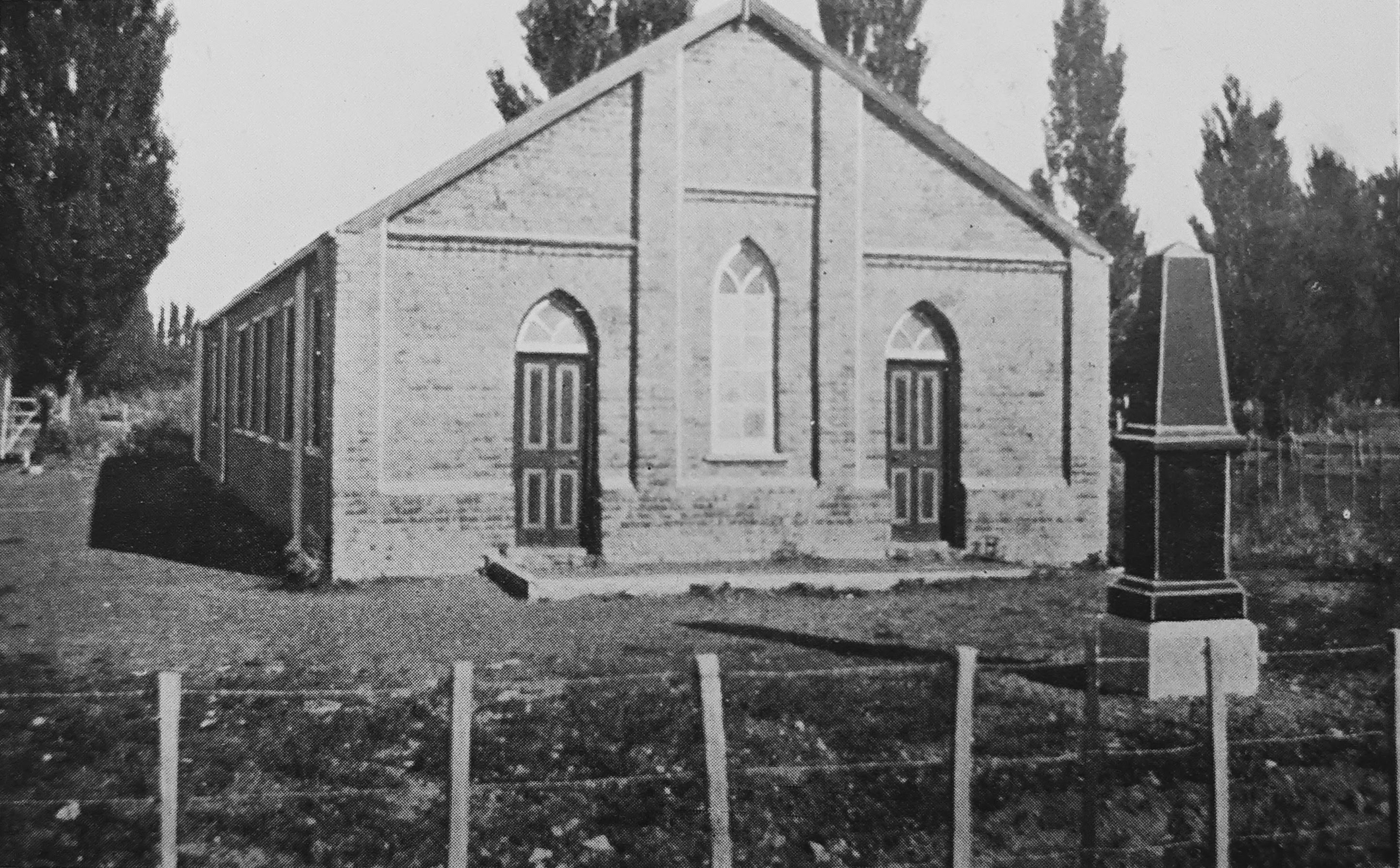
Capilla Bryn Gwyn, alrededor de 1920.

## Mapa

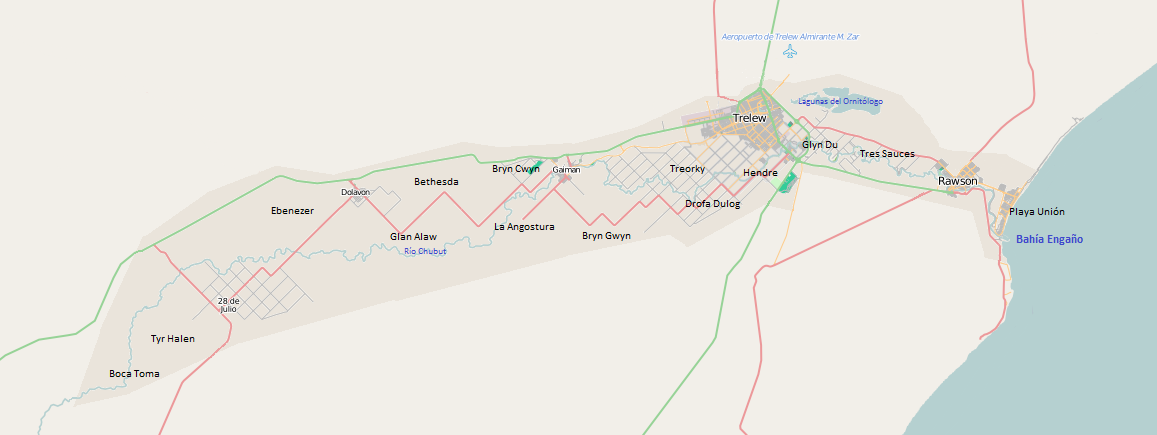
Mapa del valle con las localidades y zonas rurales